# Хенриета Катарина Агнес фон Анхалт-Десау
Хенриета Катарина Агнес фон Анхалт-Десау, Агнесе (на немски: Henrietta Katharina „Agnes von Anhalt-Dessau“; Agnese; * 5 юни 1744 в Десау; † 15 декември 1799 в Десау) от род Аскани е принцеса от Анхалт-Десау, дехантин в манастир Херфорд и чрез женитба баронеса (фрайин) на Лоен, владетека на Капелн и Текленбург.
Тя е дъщеря на княз Леополд II Максимилиан фон Анхалт-Десау (1700 – 1751) и съпругата му принцеса Гизела Агнес фон Анхалт-Кьотен (1722 – 1751), дъщеря на княз Леополд фон Анхалт-Кьотен.
На шест месеца Агнес става канониса в манастир Херфорд, което трябва да ѝ осигури доживотна осигоровка.
След женитбата на по-малката ѝ сестра Мария Леополдина (1746 – 1769) за граф Симон Август фон Липе през 1765 г., Агнес и най-малката ѝ сетра Казимира (1744 – 1799) отиват при нея в Детмолд. Като най-голяма сестра Агнес поема репрезантационните задължения в двора на Десау до женитбата на брат ѝ Леополд III през 1767 г. След това тя отива отново в Детмолд и след смъртта на сестра ѝ тя живее в манастир Херфорд, където става 1769 г. деканиса.

## Фамилия
Агнес се омъжва на 26 октомври 1779 г. в Бозфелд в Реда-Виденбрюк за фрайхер Йохан Йост фон Лоен (* 3 януари 1737 във Франкфурт; + 17 май 1803 в Бранденбург ан дер Хавел), господар на Капелн и Текленбург (1737 – 1803), дворцов маршал в Анхалт-Десау, син на немския писател, учен и държавник Йохан Михаел фон Лоен (1694 – 1776) и съпругата му Катарина Сибила Линдхаймер (1702 – 1776), която е първа братовчедка на Катарина Елизабет Гьоте, майката на Йохан Волфганг фон Гьоте. Агнес и Йохан Йост живеят от 1795 г. в Десау и участват в живота на града. Фамилията има тесен контакт с роднините на Гьоте. Той пише след едно негово посещение през 1796 г.: „In Dessau ergötzte uns die Erinnerung an frühere Zeiten: die Familie von Loën zeigte sich als eine angenehme, zutrauliche Verwandtschaft, und man konnte sich der frühesten Frankfurter Tage und Stunden zusammen erinnern.“
Агнес и Йохан Йост фон Лоен имат децата:
- Фридрих, става оберхофмаршал в двора на Десау
- Агнес фон Лоен, омъжена за граф Ернст фон Зехер-Тос